# 강희찬 (탁구 선수)
강희찬(姜熙燦, 1970년 5월 10일~)은 대한민국의 탁구 선수, 지도자이다. 1992년 하계 올림픽에서 이철승과 함께 복식 종목 동메달을 획득하였다. 현재 대한항공 여자 탁구단의 감독을 맡고 있다.

## 수훈
- 체육훈장 거상장(1992년 8월 13일)
- 체육훈장 백마장(1990년 12월 31일)